# Upplands runinskrifter 328
Upplands runinskrifter 328 är en runsten som står i Lundby i Markims socken och Vallentuna kommun i Uppland.

## Inskriften
Translitterering: kuriþ * uk * kuþluk * þaR * litu * risa * stin * þina iftiR unif * faþur * sin * uk * iftiR * onsur * bunta * sin * raþ| |þisi
Runsvenska: Gyrið ok Guðlaug þaR letu ræisa stæin þenna æftiR Onæm(?), faður sinn, ok æftiR Ansur, bonda sinn. Rað þessi!
Nusvenska: Gyrid och Gudlög de läto resa denna sten efter Onäm, sin fader, och efter Ansur, sin man. Tyd dessa!

## Tolkningar
Onäm är troligen den som Ulf i Borresta lät resa U 336 i Borresta efter. Onäm betyder "den som har svårt att förstå" eller "den som är svår att förstå" och han är också omnämnd på U 112. En annan läsning kan vara Hónæfʀ, en annan person än Onäm i Borresta.
Andsvarr (är en allomorf av Özurr och Assur), kunde vara  samma man som  huskarl från U 330 i Snottsta. Gyríðr är också nämnt på U 100 i Skälby och U 226 i Bällsta.
Texten Rað þessi! (Tyd dessa!) finns också på  U 29 i Hillersjö och Sö 158 i Österberga.